# Serguéi Andronov
Serguéi Vladimirovich Andronov (en ruso: Сергей Владимирович Андронов; Penza, 19 de julio de 1989) es un jugador ruso de hockey sobre hielo profesional. Actualmente juega con el CSKA de Moscú de la Kontinental Hockey League. Anteriormente ha jugado en la KHL con Lada Togliatti.

## Trayectoria
Fue seleccionado por los St. Louis Blues en la tercera ronda (# 8 en general) del draft de la NHL de 2009. El 28 de agosto de 2012, Andronov llegó a América del Norte y firmó un contrato de un año con la AHL de Peoria Rivermen, afiliado del St. Louis Blues. El 24 de marzo de 2013, firmó un contrato de dos años con los Blues.
Como agente libre restringido al vencimiento de su contrato con los Blues, Andronov optó por regresar a su antiguo club, el HC CSKA Moscú de la KHL el 4 de agosto de 2014.

## Carrera internacional
Andronov ha jugado para Rusia en el Campeonato Mundial Juvenil y el Campeonato Mundial. Se desempeñó como capitán asistente en el equipo de Atletas Olímpicos de Rusia que ganó la medalla de oro en los Juegos Olímpicos de Invierno de 2018.

## Estadísticas de carrera

### Temporada regular y playoffs
| 2004–05           | Dizel–2 Penza     | RUS.3             | 3   | 0  | 0  | 0   | 0   | —   | —  | — | —  | —  |
| 2004–05           | Lada–2 Togliatti  | RUS.3             | 9   | 0  | 0  | 0   | 2   | —   | —  | — | —  | —  |
| 2005–06           | Lada–2 Togliatti  | RUS.3             | 22  | 5  | 3  | 8   | 0   | —   | —  | — | —  | —  |
| 2006–07           | Lada Togliatti    | RSL               | 3   | 0  | 0  | 0   | 2   | —   | —  | — | —  | —  |
| 2007–08           | Lada Togliatti    | RSL               | 38  | 2  | 5  | 7   | 2   | 4   | 1  | 0 | 1  | 6  |
| 2007–08           | Lada–2 Togliatti  | RUS.3             | 16  | 10 | 2  | 12  | 16  | 8   | 7  | 2 | 9  | 0  |
| 2008–09           | Lada Togliatti    | KHL               | 47  | 8  | 5  | 13  | 22  | 5   | 0  | 1 | 1  | 8  |
| 2008–09           | Lada–2 Togliatti  | RUS.3             | 7   | 5  | 3  | 8   | 6   | 3   | 0  | 2 | 2  | 32 |
| 2009–10           | Lada Togliatti    | KHL               | 33  | 5  | 9  | 14  | 20  | —   | —  | — | —  | —  |
| 2009–10           | HC CSKA Moscú     | KHL               | 19  | 5  | 3  | 8   | 6   | 3   | 0  | 0 | 0  | 0  |
| 2010–11           | HC CSKA Moscú     | KHL               | 53  | 5  | 2  | 7   | 14  | —   | —  | — | —  | —  |
| 2011–12           | HC CSKA Moscú     | KHL               | 29  | 1  | 3  | 4   | 4   | 5   | 1  | 0 | 1  | 0  |
| 2012–13           | Peoria Rivermen   | AHL               | 59  | 8  | 11 | 19  | 32  | —   | —  | — | —  | —  |
| 2013–14           | Chicago Wolves    | AHL               | 53  | 13 | 13 | 26  | 24  | 5   | 0  | 0 | 0  | 2  |
| 2014–15           | HC CSKA Moscú     | KHL               | 45  | 6  | 6  | 12  | 22  | —   | —  | — | —  | —  |
| 2015–16           | HC CSKA Moscú     | KHL               | 51  | 7  | 5  | 12  | 35  | 18  | 2  | 1 | 3  | 31 |
| 2016–17           | HC CSKA Moscú     | KHL               | 51  | 6  | 4  | 10  | 29  | 10  | 2  | 0 | 2  | 18 |
| 2017–18           | HC CSKA Moscú     | KHL               | 41  | 3  | 5  | 8   | 53  | 21  | 5  | 3 | 8  | 22 |
| 2018–19           | CSKA Moscow       | KHL               | 48  | 8  | 4  | 12  | 16  | 19  | 3  | 0 | 3  | 12 |
| 2019–20           | HC CSKA Moscú     | KHL               | 20  | 1  | 1  | 2   | 0   | —   | —  | — | —  | —  |
| 2020–21           | HC CSKA Moscú     | KHL               | 54  | 15 | 10 | 25  | 19  | 23  | 1  | 1 | 2  | 6  |
| Totales de la KHL | Totales de la KHL | Totales de la KHL | 491 | 70 | 57 | 127 | 240 | 104 | 14 | 6 | 20 | 97 |

### Internacional
| Año            | Equipo         | Evento         | Resultado         |    | GP | GRAMO | A  | Ptos | PIM |
| -------------- | -------------- | -------------- | ----------------- | -- | -- | ----- | -- | ---- | --- |
| 2007           | Rusia          | WJC18          | Medalla de oro    | 7  | 0  | 2     | 2  | 0    |     |
| 2009           | Rusia          | WJC            | Medalla de bronce | 7  | 3  | 5     | 8  | 2    |     |
| 2017           | Rusia          | CM             | Medalla de bronce | 10 | 3  | 2     | 5  | 4    |     |
| 2018           | Rusia          | JO             | Medalla de oro    | 6  | 0  | 4     | 4  | 4    |     |
| 2018           | Rusia          | WC             | Sexto             | 7  | 1  | 0     | 1  | 4    |     |
| 2019           | Rusia          | WC             | Medalla de bronce | 10 | 1  | 0     | 1  | 6    |     |
| Totales junior | Totales junior | Totales junior | Totales junior    | 14 | 3  | 7     | 10 | 2    |     |
| Totales senior | Totales senior | Totales senior | Totales senior    | 33 | 5  | 6     | 11 | 18   |     |

## Premios y honores
| Premio                    | Año  |       |
| ------------------------- | ---- | ----- |
| KHL                       |      |       |
| Copa Gagarin (CSKA Moscú) | 2019 | [ 5 ] |